# Dale Clevenger
Dale Clevenger (Chattanooga, 2 luglio 1940 – Brescia, 5 gennaio 2022) è stato un cornista, direttore d'orchestra e insegnante statunitense.
Conosciuto per essere stato il Primo Corno della Chicago Symphony Orchestra dal 1966 fino al pensionamento, nel giugno del 2013,  prima di entrare nella CSO fu membro della American Symphony Orchestra di Leopold Stokowski e della Symphony of the Air (nome con cui la NBC Symphony Orchestra continuò la sua attività alla morte di Arturo Toscanini). Fu anche Primo Corno della Kansas City Philharmonic. Ha insegnato alla Northwestern University di Evanston e, dopo il suo pensionamento dall’orchestra, alla Jacobs School of Music della Indiana University di Bloomington.

## Biografia
Ha iniziato a suonare la tromba all'età di 11 anni per poi passare due anni dopo al corno. Il padre era presidente della Chattanooga Opera Association e questo permise al giovane Dale di frequentare un ambiente musicale fin dalla sua infanzia. Frequentò la Chattanooga High School, nota come "City High" quando il responsabile musicale delle bande era Richard Casavant, uno studioso della storia delle marching band. Clevenger ricevette un Bachelor of Fine Arts dalla Carnegie Mellon University di Pittsburgh, nel 1962. Dale Clevenger considerava i suoi colleghi della CSO Arnold Jacobs (Tuba) e Adolph Herseth (Prima Tromba) come suoi mentori.
Nella sua carriera si è esibito con molte compagini, in tutto il mondo, compresa la Filarmonica di Berlino (sotto la direzione di Daniel Barenboim). Ha partecipato a molti festival musicali, come il Santa Fe Chamber Music Festival, Florida Music Festival, Sarasota, Marrowstone Music Festival, Bellingham, Washington, Affinis Music Festival, Giappone e il festival Italian Brass in Italia.
Ha vinto un Grammy Award per la “Musica antifonale di Gabrieli” che ha registrato con i membri della sezione di ottoni della Chicago Symphony, della Philadelphia Orchestra e della Cleveland Orchestra. La sua registrazione dei concerti per corno di Mozart, con l’etichetta Hungaroton, è stata nominata disco dell'anno in Ungheria. Ha partecipato come solista anche all’album Strauss Wind Concertos della Chicago Symphony Orchestra, vincitore del Grammy, in cui suona il primo concerto per corno di Strauss, così come l'Andante per corno e pianoforte in Do maggiore con Daniel Barenboim al pianoforte.
Nel 2003 ha eseguito la prima assoluta del Concerto per corno e orchestra che John Williams aveva scritto per lui.
Oltre che esecutore, Clevenger è stato anche un direttore d’orchestra. Direttore Musicale della Elmhurst Symphony Orchestra dal 1981 al 1995, ha anche diretto numerose orchestre in Nord e Centro America, Europa, Asia e Australia, guidando recentemente l'Orquestra Sinfonica de Castilla y Leon con Daniel Barenboim come solista 
Ha insegnato alla Roosevelt University  ed è stato presidente dell’Italian Brass Week.

## Discografia
- The Antiphonal Music of Gabrieli (1968)
The Cleveland, Philadelphia, and Chicago Brass Ensembles

- Britten: Serenata per tenore, corno e archi
Robert Tear (tenore), Chicago Symphony Orchestra
direttore Carlo Maria Giulini

- Mozart: Concerto per corno n.3 (1985)
Chicago Symphony Orchestra
direttore Claudio Abbado

- Mozart: Quattro concerti per corno (1996)
Franz Liszt Chamber Orchestra
direttore János Rolla

- Richard Strauss: Wind Concertos (2001)
Chicago Symphony Orchestra
direttore Daniel Barenboim

- The Chicago Principal: First Chair Soloist Play Famous Concertos (2003)
Chicago Symphony Orchestra

- Haydn Horn Concertos (2006)
Franz Liszt Chamber Orchestra
direttore János Rolla

- Richard & Franz Strauss: Horn Concertos (2006)
corno Steven Gross
Philharmonia Orchestra of Bratislava
direttore Dale Clevenger